# Raimund Sassik
Raimund Sassik (* 16. November 1883 in Wien; † 17. September 1935 ebenda) war ein österreichischer Politiker (SPÖ).

## Leben
Raimund Sassik begann zwar nach dem Besuch der Volksschule das Gymnasium zu besuchen, brach dieses jedoch ab. Stattdessen erlernte er den Beruf des Buchdruckers. Nach seinem Berufsabschluss wurde er Angestellter in der Österreichischen Staatsdruckerei.
Ab 1906 war Sassik als Gewerkschafter tätig. Sein Lebensmittelpunkt verlagerte sich von Wien nach Niederösterreich, wo er 1912 zum Bürgermeister von Zwölfaxing gewählt wurde.
Im Juli 1922 wurde Sassik sozialistisches Mitglied des Bundesrats. Von Oktober 1925 bis Mai 1927 fungierte Sassik als Abgeordneter zum Nationalrat. Danach saß er von Mai 1927 bis Dezember 1930 erneut als Vertreter Burgenlands im Bundesrat. Zuletzt war Sassik von Dezember 1930 bis Februar 1934 erneut Nationalratsabgeordneter.
Innerhalb seiner Partei bekleidete Sassik von 1922 bis 1927 und erneut von 1930 bis 1932 die Funktion des Landesparteisekretärs der SdP Burgenland.
Von April bis Mai 1934 war Sassik für kurze Zeit im Anhaltelager Wöllersdorf interniert.